# Nhà thờ St Peter và St Paul, Bydgoszcz
Nhà thờ của các Tông đồ Peter và Paul ở Bydgoszcz nằm ở Bydgoszcz, Ba Lan, trên Quảng trường Wolności. Các vị thánh quan thầy là Saint Peter và Saint Paul. Nhà thờ, được trang trí phong phú với kính đa sắc vào năm 1957 bởi Władysław Drapiewski từ Pelplin và Leon Drapniewski của Poznań, Nhà thờ này đã được đăng ký vào Danh sách Di sản Pomeranian vào ngày 5 tháng 10 năm 1971.

## Lịch sử

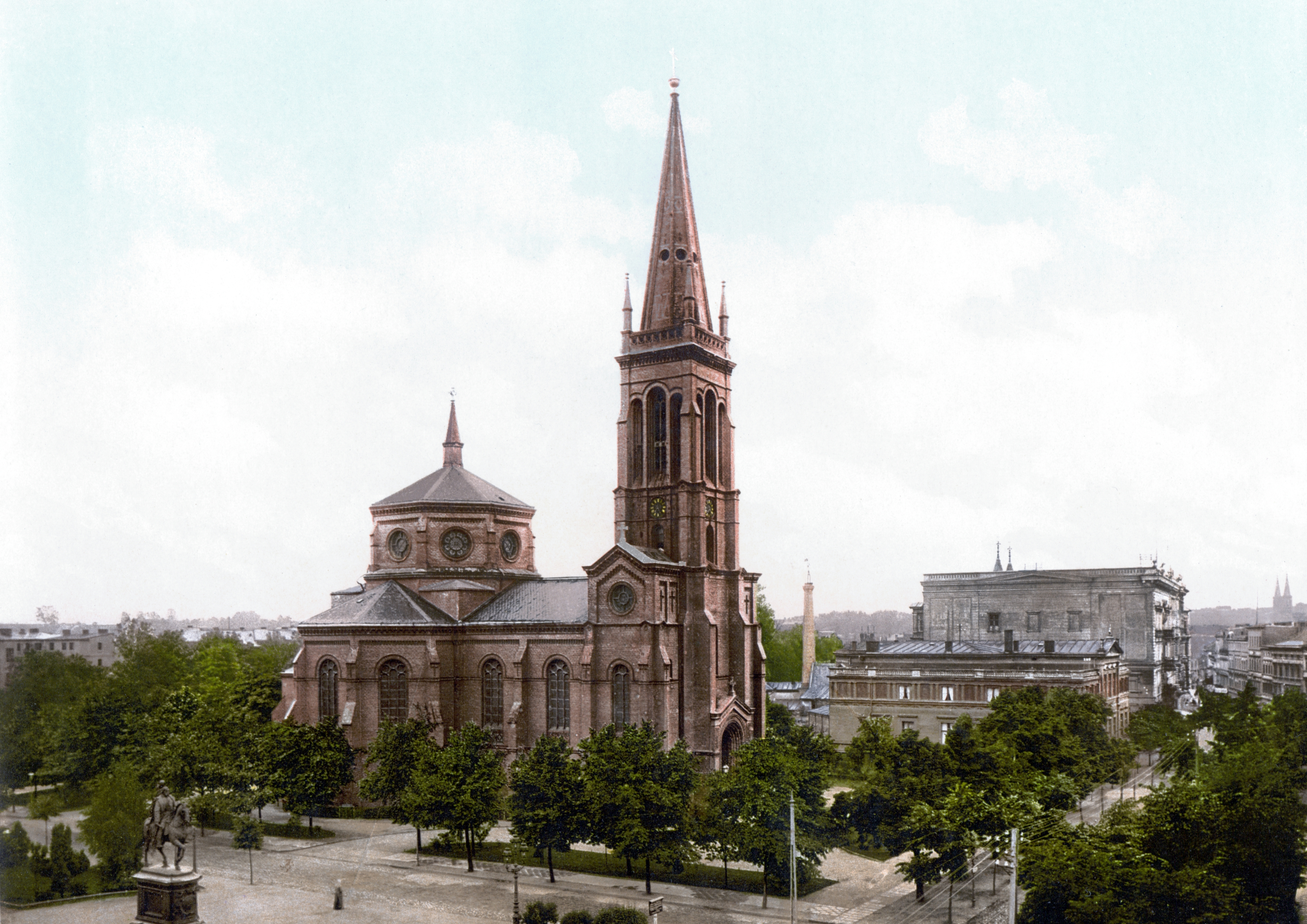
Nhà thờ St Peter và St Paul, Bromberg c.1900

Nhà thờ được xây dựng từ năm 1872 đến 1878. Nó được thiết kế bởi Friedrich Wilhelm Adler cho mục đích thực hiện nghi thức Lutheran và ban đầu dành riêng cho Saint Paul. Adler là con trai của một cặp vợ chồng có ảnh hưởng của Bromberg, người sở hữu ngôi nhà ở số 4, đường Jezuicka vào đầu thế kỷ 19. Công việc xây dựng được quản lý bởi kỹ sư người Đức Heinrich Gruder.
Tòa nhà được trang bị hệ thống sưởi bằng khí đốt dưới sàn, một phòng hơi trung tâm đặt dưới thánh đường, hai lò sưởi với ống dẫn khí nóng, và khoảng 200 đèn khí. Đàn organ của nhà thờ được xây dựng bởi một công ty nổi tiếng của Wilhelm Sauer từ Frankfurt (Oder). Phụng vụ nghi thức Lutheran được thực hiện cho đến năm 1945. 

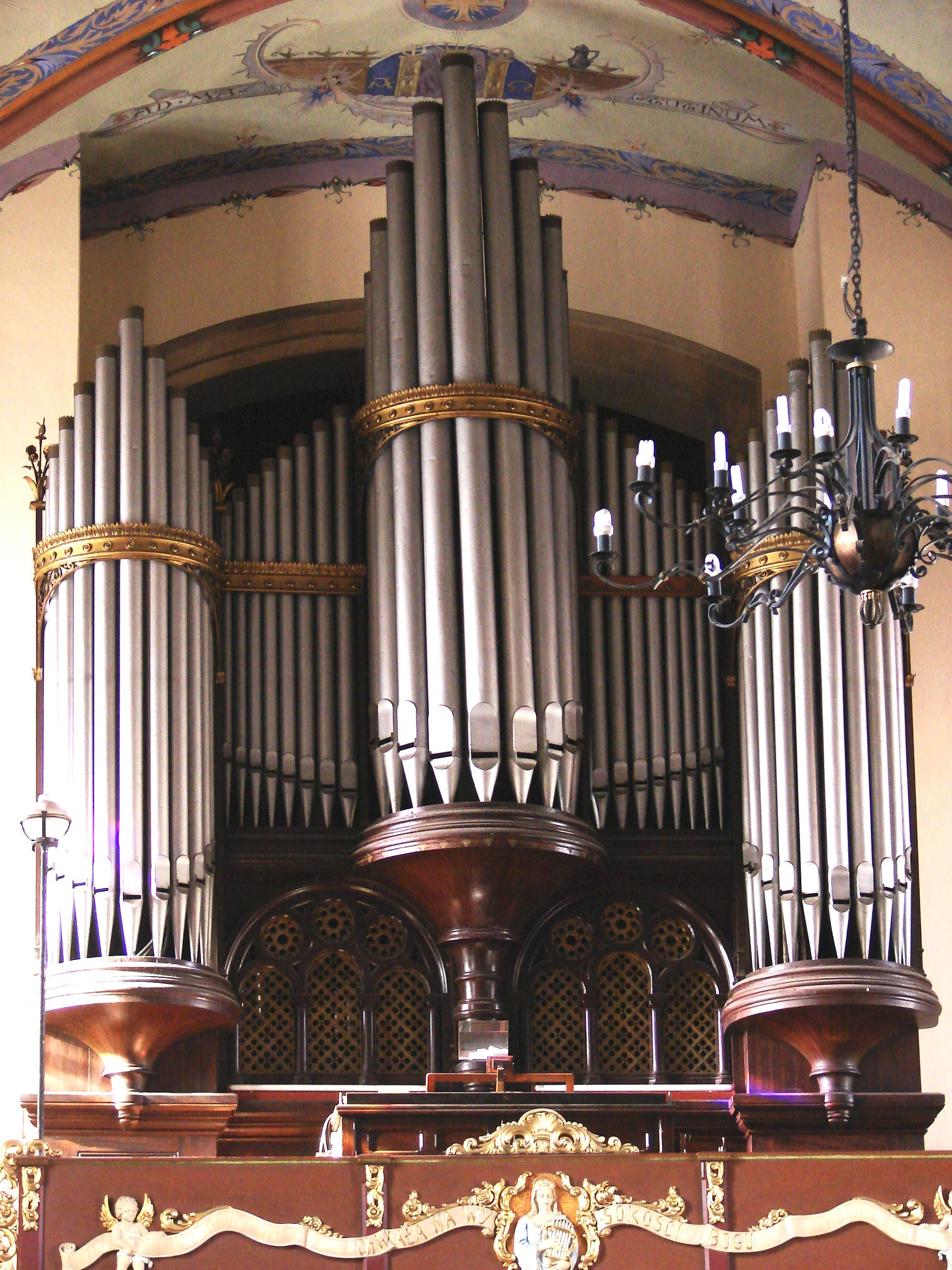
dàn Organ của nhà thờ St Peter và St Paul ở Bydgoszcz

Việc cải tạo nội thất, sửa chữa kính màu bị hư hỏng và cửa sổ bị cháy xém diễn ra vào tháng 10 năm 1947, tất cả được trả bằng tiền quyên góp thu được.

## Kiến trúc

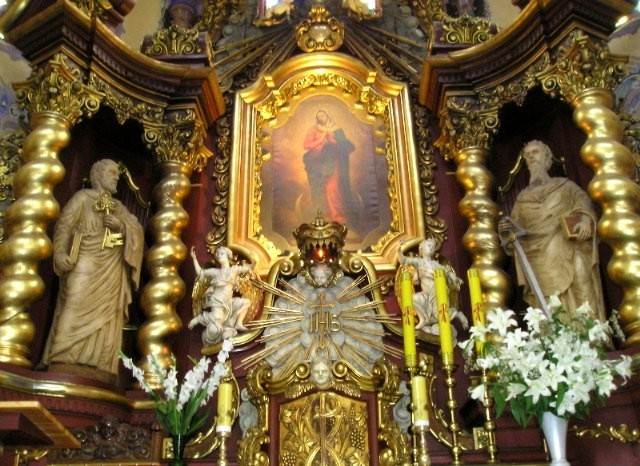
Bàn thờ chính với bức tranh Piotrowski của Maksymilian

Bên ngoài nhà thờ được xây dựng theo phong cách chiết trung tân Gothic với các yếu tố tân cổ điển. Nội thất là tân Baroque. Đây là nhà thờ có kiến trúc phức tạp nhất ở Bydgoszcz.

## Thư viện ảnh

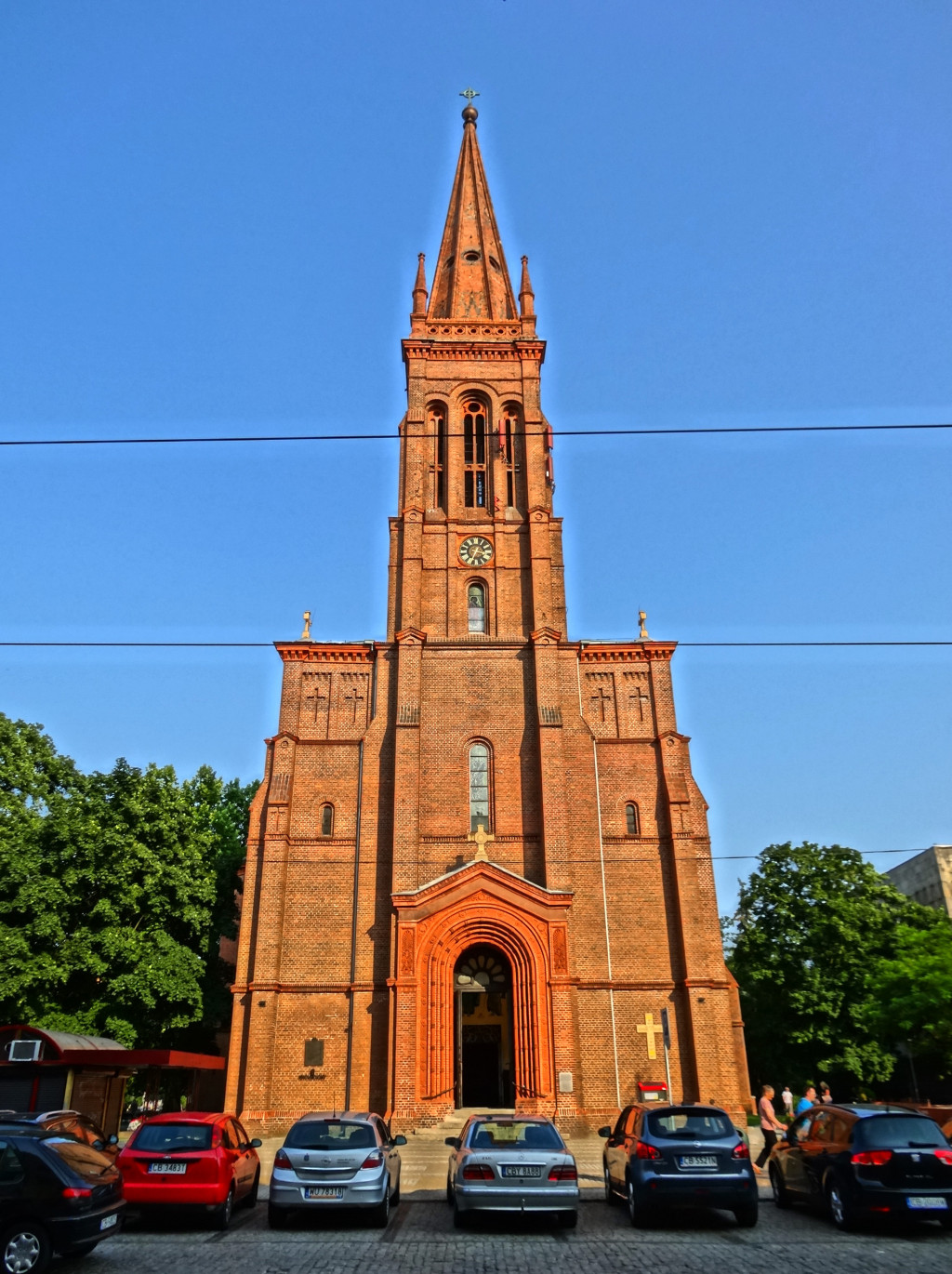
Mặt trước nhìn từ đường Gdanska
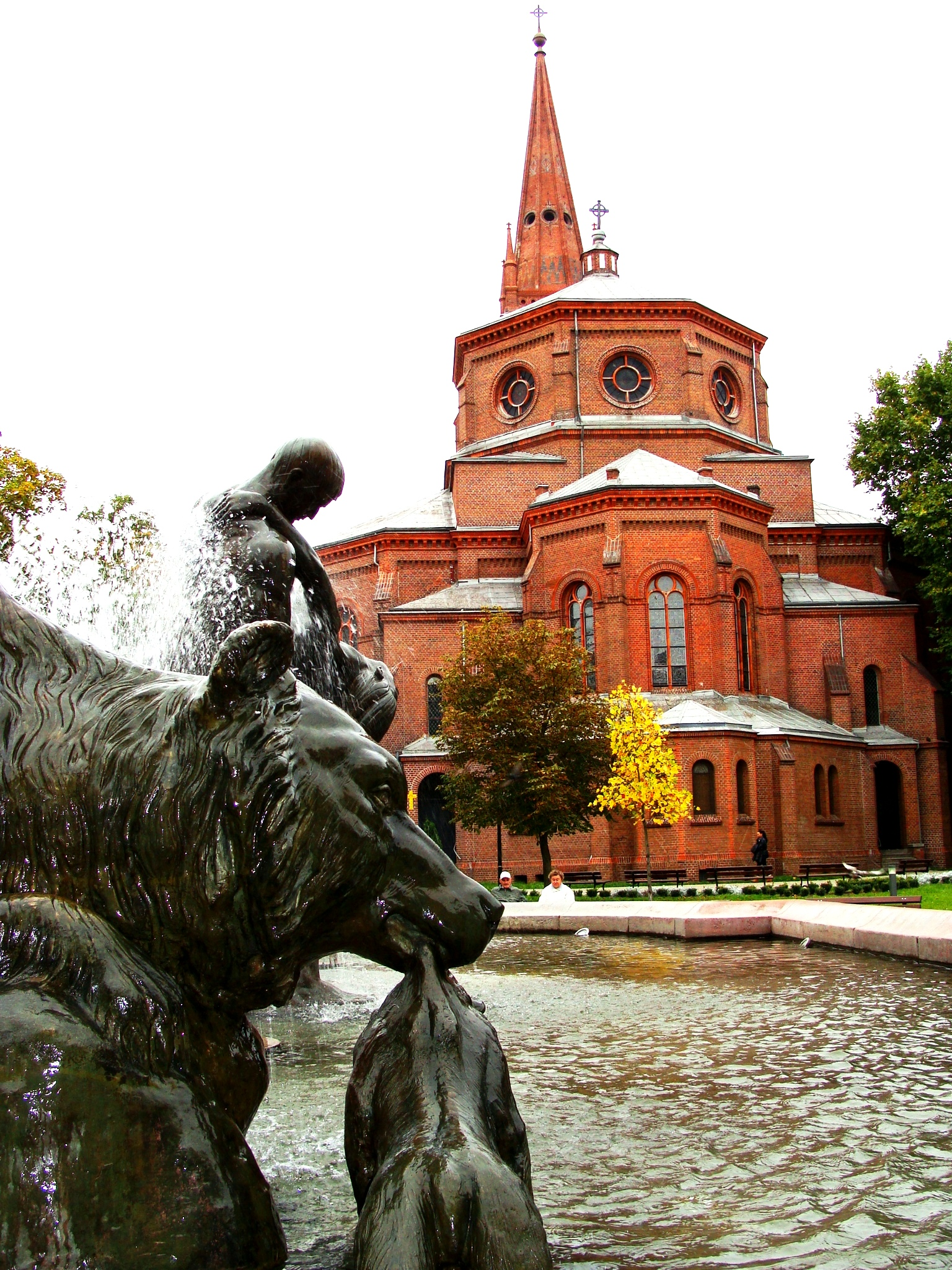
đài phun nước "The Deluge" trong công viên Casimir Đại đế.
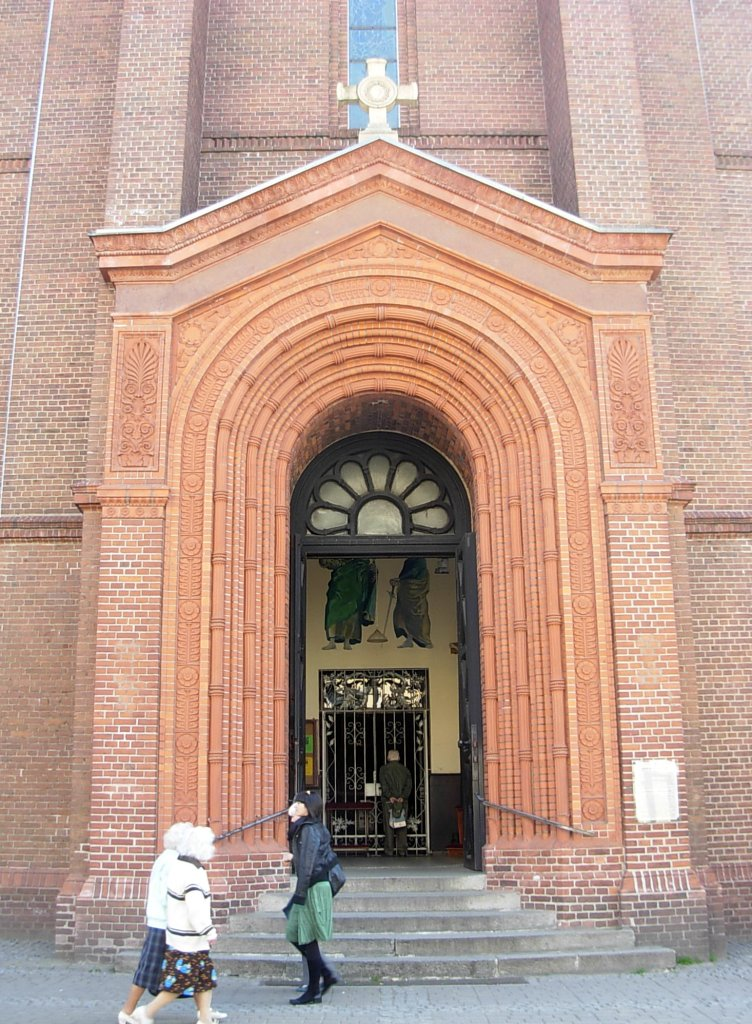
Cổng vào
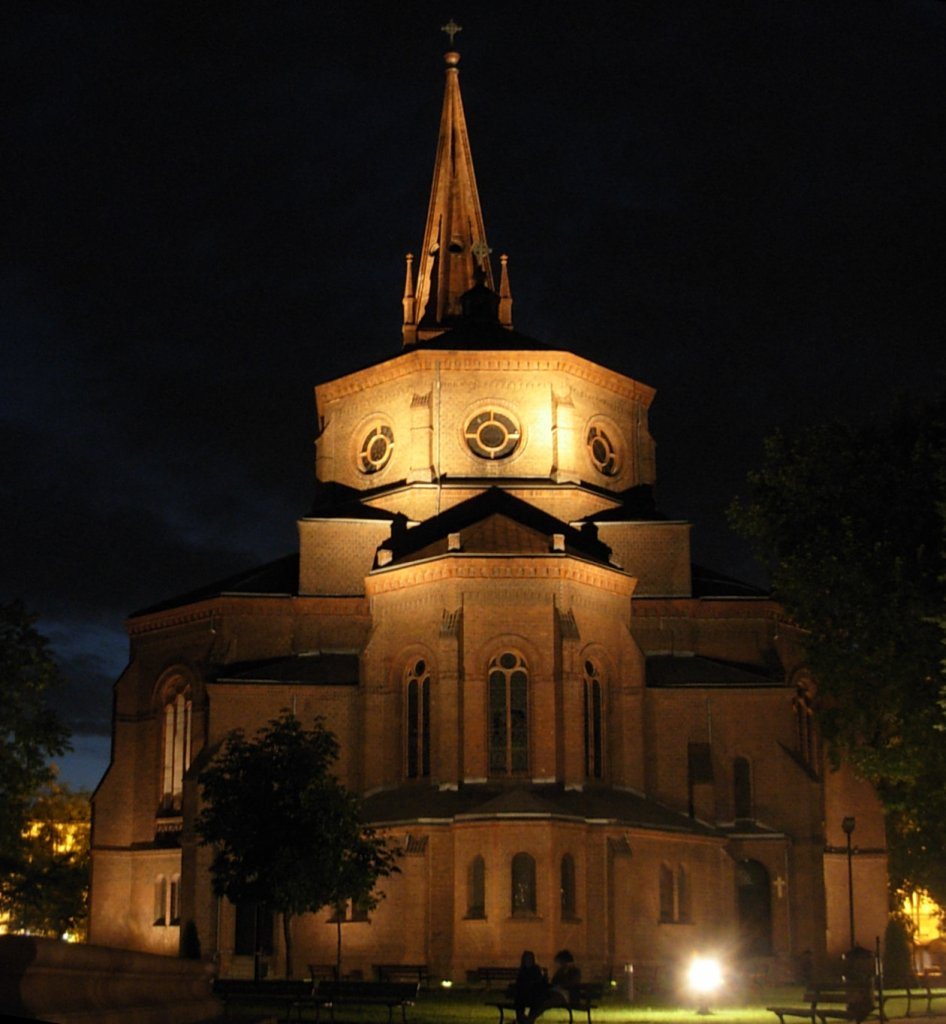
Ban đêm
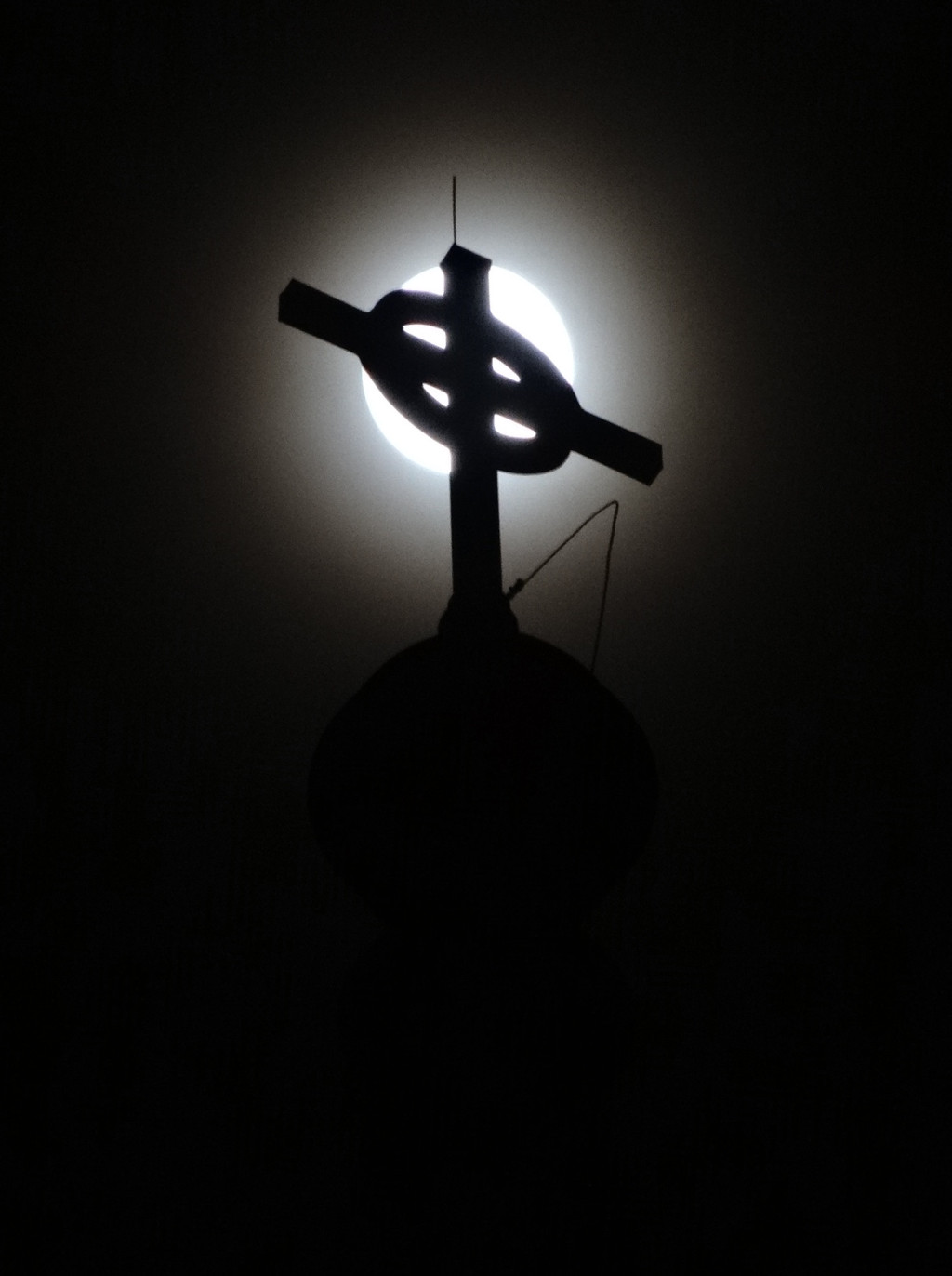
Ban đêm
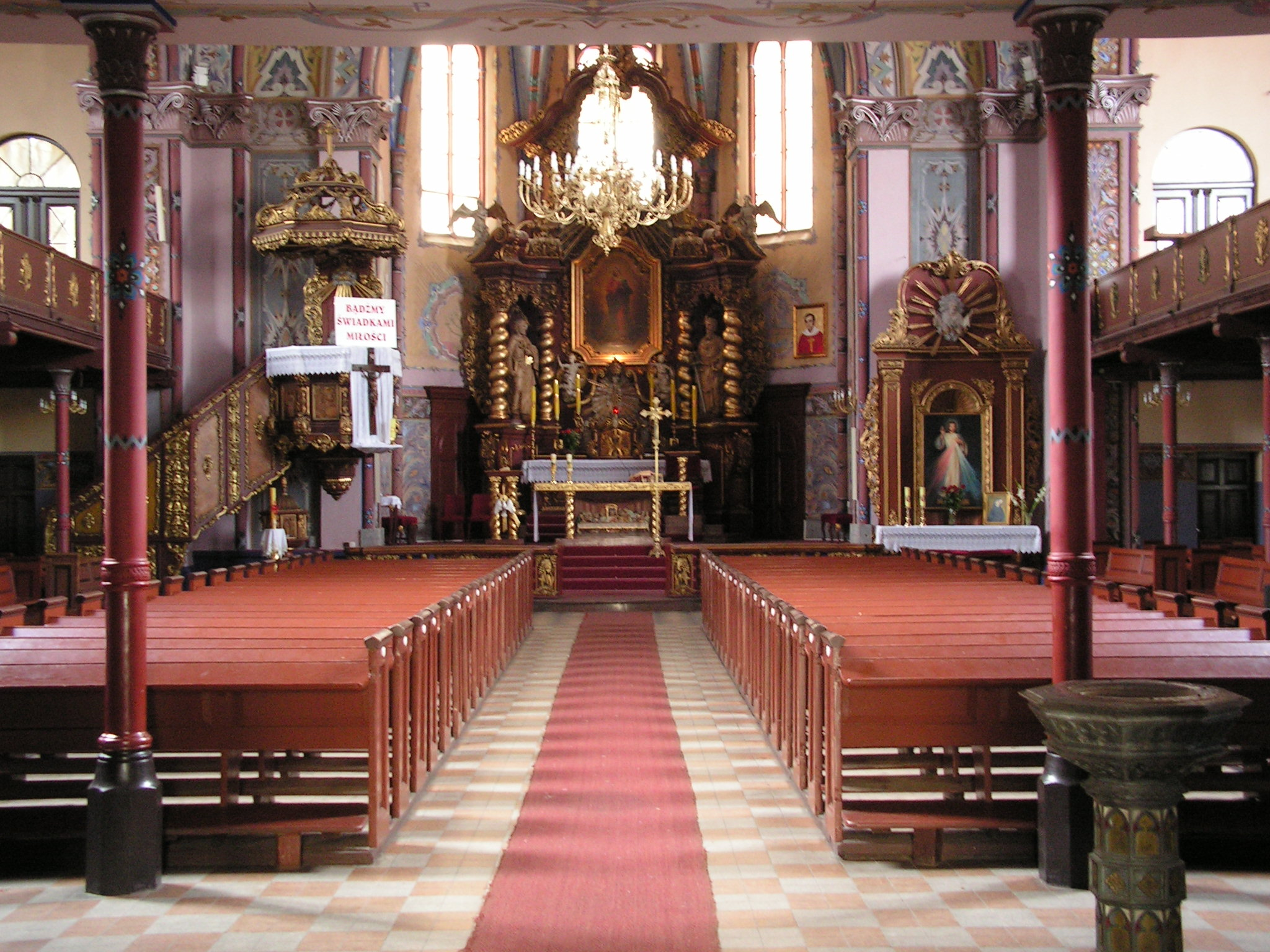
Nội thất
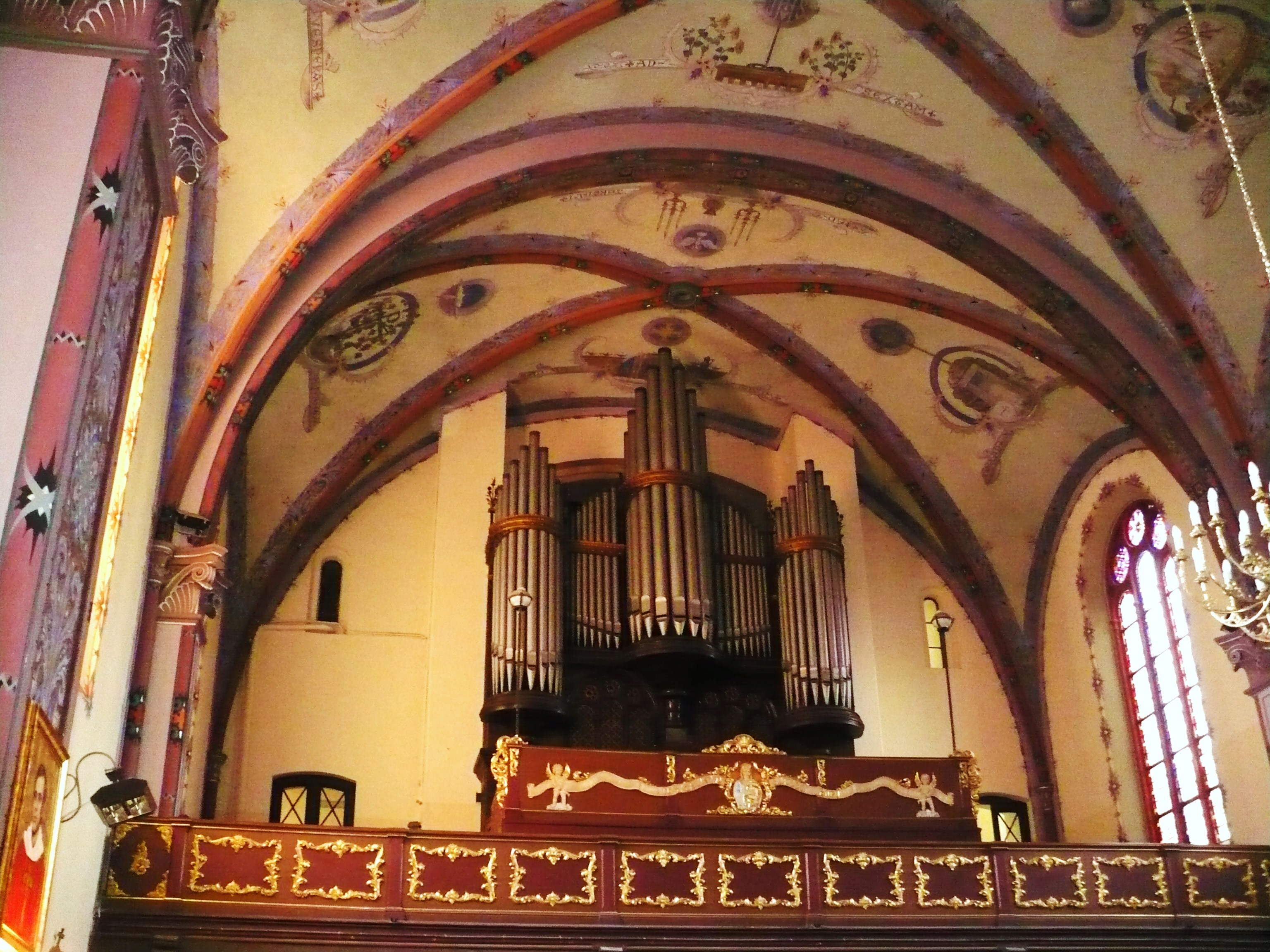
Đàn organ
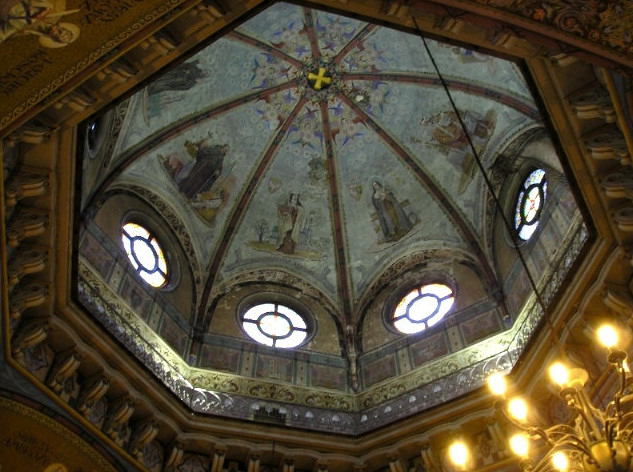
Mái vòm và kính màu
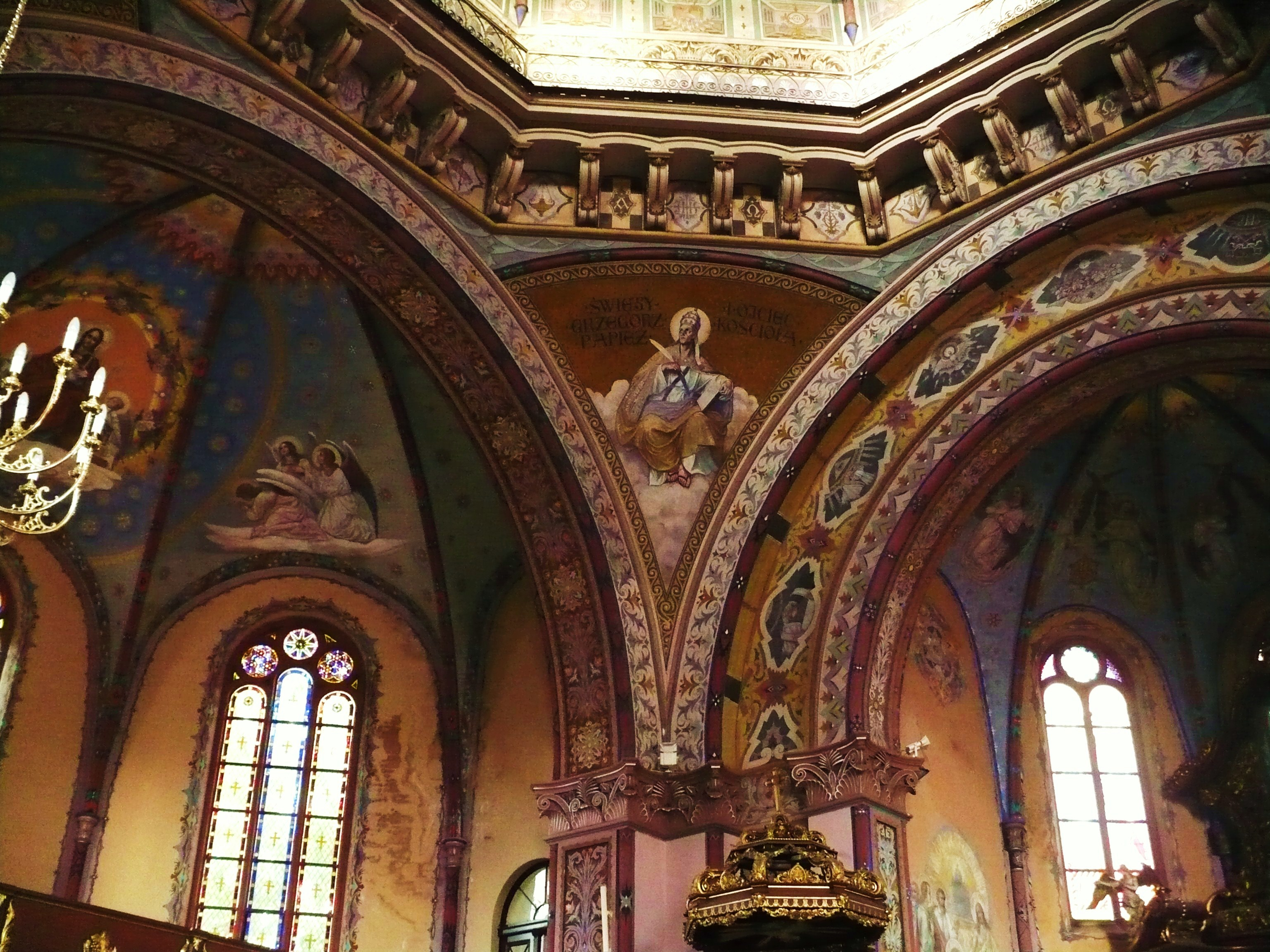
Đa sắc
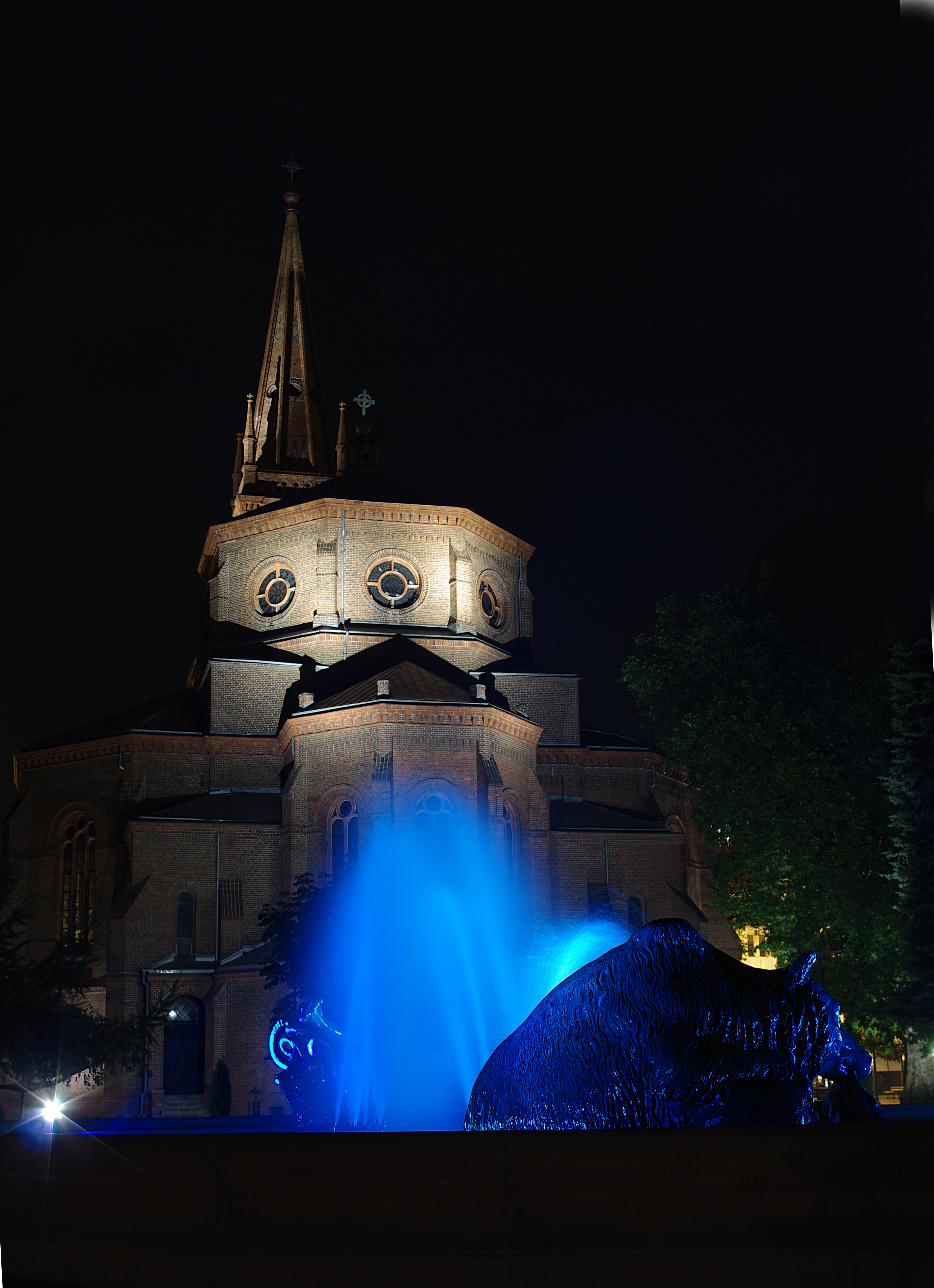
Ban đêm với đài phun nước
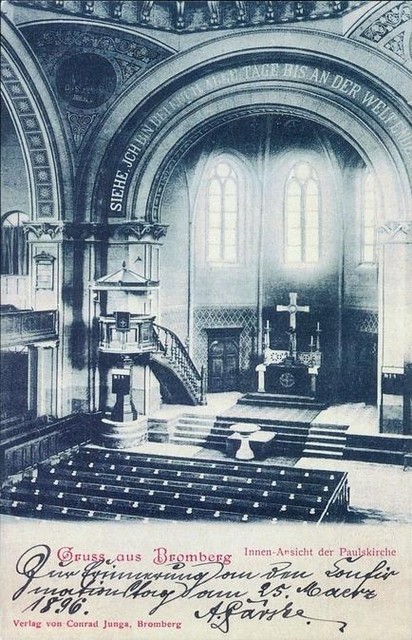
Bưu thiếp cũ, nội thất, năm 1900
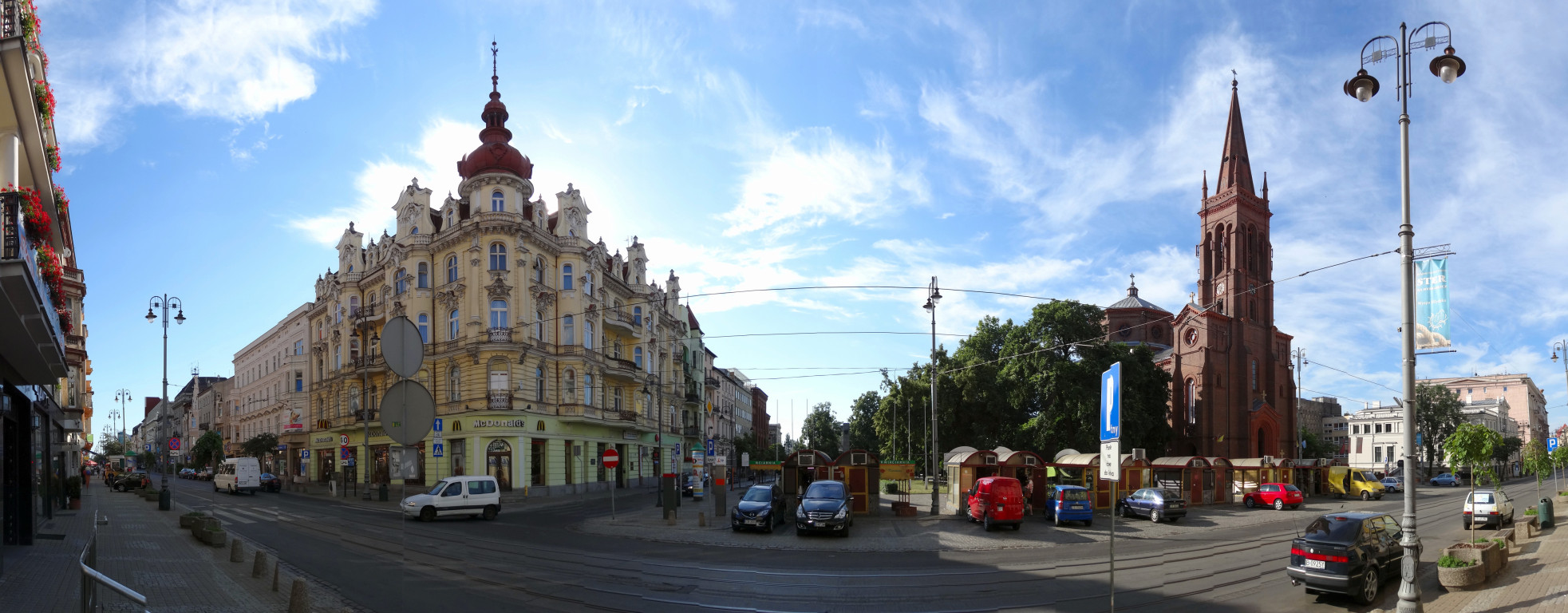
Toàn cảnh trên Quảng trường Tự do với nhà thờ bên phải
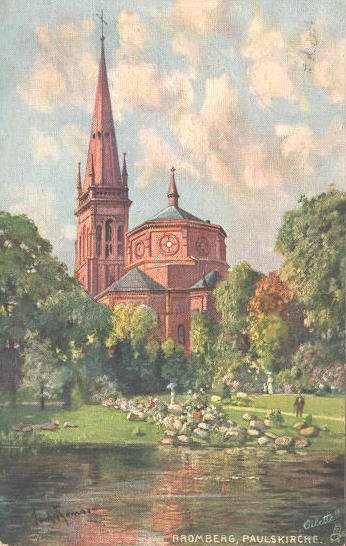
Nhà thờ St Peter và St Paul in trên bưu thiếp cũ